# 欣古魯多
欣古魯多（西班牙語：Jingurudó），是巴拿馬的城鎮，位於該國東部，由恩貝拉-沃內安特區的桑布區負責管轄，面積734.2平方公里，海拔高度55米，2010年人口486，人口密度每平方公里0.7人。